# Kubšice
Kubšice är en ort i Tjeckien.   Den ligger i regionen Södra Mähren, i den sydöstra delen av landet, 190 km sydost om huvudstaden Prag. Kubšice ligger 211 meter över havet och antalet invånare är 153.
Terrängen runt Kubšice är huvudsakligen platt, men norrut är den kuperad. Runt Kubšice är det ganska glesbefolkat, med 34 invånare per kvadratkilometer. Närmaste större samhälle är Ivančice, 11,5 km norr om Kubšice. Trakten runt Kubšice består till största delen av jordbruksmark.